# Cinclodes oustaleti
Cinclodes oustaleti là một loài chim trong họ Furnariidae.